# Gruttensteingasse 6
Das Gebäude Gruttensteingasse 6 ist ein Wohnhaus in der Gruttensteingasse in Bad Reichenhall.
Das Gebäude steht unter Denkmalschutz und ist unter der Nummer D-1-72-114-302 in die Bayerische Denkmalliste eingetragen. Es befindet sich zudem im Ensemble Obere Stadt, das als Bauensemble ebenfalls unter Denkmalschutz steht.

## Geschichte
Der Florianiplatz in Bad Reichenhall und einige umliegende Gebäude entgingen mehrmals der Zerstörung durch Stadtbrände – zuletzt beim großen Stadtbrand 1834 – und den Luftangriff auf Bad Reichenhall im April 1945. Die Gebäude in diesem Bereich zählen deshalb zu den ältesten der Stadt, viele sind im Kern mittelalterlich oder noch älter.
Auch Teile des Hauses Gruttensteingasse 6 stammen noch aus dem Mittelalter. Im 19. Jahrhundert erfolgte ein umfassender Umbau mit Aufstockung. 1900 wurde das Gebäude durch Xaver Lipp erworben, zuvor befand sich dort eine Pferdemetzgerei. Lipp richtete im Gebäude eine „Schäfflerei und Faßwerkstätte“ ein und stellte Fässer für den Bürgerbräu und Bottiche zum Wäschewaschen her.
Im April 2020 begann der Enkel von Xaver Lipp nach mehrjähriger Planung mit der Renovierung des Gebäudes, die durch das Bayerische Landesamt für Denkmalpflege und das Stadtbauamt als Untere Denkmalschutzbehörde begleitet wurde. Arbeiten, die nicht in Eigenregie durchgeführt werden konnten, wurden zum Teil an Firmen vergeben, die sich auf Arbeiten an alten Objekten spezialisiert haben. Dazu gehörten ein Kirchenmaler aus Inzell und eine Zimmerei aus Schleching.

## Beschreibung

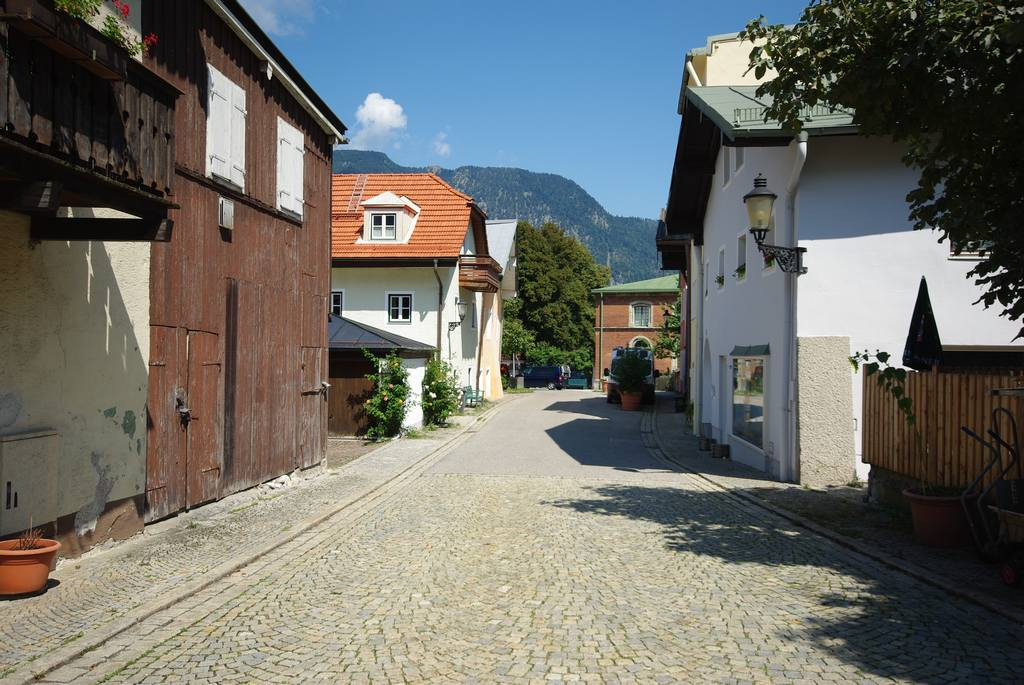
Holzlege (links) mit Gruttensteingasse

Das Haus Gruttensteingasse 6 ist ein dreigeschossiger Flachsatteldachbau mit gewölbtem Flur. Die Kelleranlage und das aufgehende Mauerwerk sind mittelalterlich. Die zugehörige Holzlege mit Pultdach stammt aus dem Jahr 1881.
Bei der ab 2020 durchgeführten Renovierung wurde größtenteils der historische Zustand des 19. Jahrhunderts wieder hergestellt. Auch der vorhandene Dachstuhl konnte im Original erhalten und die Balkone rekonstruiert werden. Im Innenraum wurde unter neueren Schichten Wandfarbe eine alte Wandbemalung in Grün- und Blautönen freigelegt. Zum Nebenhaus Florianiplatz 5, das vermutlich ein Rest des Patrizierturms des Hauses Rutzenlachen ist, gab es keine richtige Mauer, sondern nur verkleidetes Holz.

## Lage
Das Haus Gruttensteingasse 6 liegt an der Einmündung der Gruttensteingasse in den Florianiplatz und liegt damit auch im Ensemble Obere Stadt. An der südlichen Giebelseite grenzt das Grundstück direkt an den Florianiplatz.